# Грејнџер (Ајова)
Грејнџер (енгл. Granger) град је у америчкој савезној држави Ајова. По попису становништва из 2010. у њему је живело 1.244 становника.

## Демографија
Према попису становништва из 2010. у граду је живело 1.244 становника, што је 661 (113.4%) становника више него 2000. године.
| Група             | 2000.       | 2010.         |
| Белци             | 574 (98,5%) | 1.209 (97,2%) |
| Афроамериканци    | 1 (0,2%)    | 4 (0,3%)      |
| Азијати           | 5 (0,9%)    | 5 (0,4%)      |
| Хиспаноамериканци | 3 (0,5%)    | 19 (1,5%)     |
| Укупно            | 583         | 1.244         |